# 華盛頓米爾斯 (紐約州)
華盛頓米爾斯（英語：Washington Mills）是位於美國紐約州奧奈達縣的普查規定居民點。

## 人口
根據2020年美國人口普查的數據，華盛頓米爾斯的面積為1.73平方千米，皆為陸地。當地共有人口1219人，而人口密度為每平方千米704.62人。